# Brazieria obesa
Brazieria obesa é uma espécie de gastrópode  da família Zonitidae.
É endémica da Micronésia.